# 오늘의 월드뉴스
《오늘의 월드뉴스》는 OBS경인TV에서 매주 평일 오후 8시 30분에 방송 중인 국제 뉴스 프로그램이다.

## 방송 시간
| 방송 채널 | 방송 기간                         | 방송 시간   |
| --------- | --------------------------------- | ----------- |
| OBS경인TV | 2010년 4월 26일~2011년 4월 3일    | 20:40~21:00 |
| OBS경인TV | 2011년 4월 4일~2011년 10월 30일   | 20:40~21:00 |
| OBS경인TV | 2011년 10월 31일~2012년 4월 22일  | 21:00~21:30 |
| OBS경인TV | 2012년 4월 23일~2014년 6월 29일   | 21:00~21:30 |
| OBS경인TV | 2015년 9월 14일~2016년 4월 24일   | 21:00~21:30 |
| OBS경인TV | 2014년 6월 30일~2015년 9월 13일   | 20:25~20:55 |
| OBS경인TV | 2016년 4월 25일~2017년 3월 19일   | 20:35~21:05 |
| OBS경인TV | 2017년 3월 20일~2017년 7월 30일   | 20:45~21:15 |
| OBS경인TV | 2017년 7월 31일~2018년 3월 25일   | 20:30~21:00 |
| OBS경인TV | 2018년 3월 26일~2018년 10월 28일  | 20:25~20:55 |
| OBS경인TV | 2018년 10월 29일~2019년 10월 27일 | 20:30~21:00 |
| OBS경인TV | 2019년 10월 28일~2020년 7월 26일  | 20:20~20:50 |
| OBS경인TV | 2020년 7월 27일~2023년 9월 3일    | 20:10~20:40 |
| OBS경인TV | 2023년 9월 4일~현재               | 20:30~21:00 |

## 앵커

### 메인
- 정다영 OBS 아나운서

### 서브
- 전하린 OBS 기상 캐스터
- 권하경 OBS 기상 캐스터

## 코너
- 월드 e-브리핑
- 월드 비하인드
- 월드 인 프레임
- 오늘의 세계
- 왓유원트

## 타이틀 변천사
| 기수 | 프로그램 타이틀 | 방송 기간                         |
| ---- | --------------- | --------------------------------- |
| 1기  | 글로벌 투데이   | 2011년 4월 26일 ~ 2011년 6월 11일 |
| 2기  | 오늘의 월드뉴스 | 2011년 6월 14일 ~ 현재            |